# Edward Burn
Edward Burn (1762–1837) est un ecclésiastique anglais, connu comme prédicateur méthodiste calviniste et écrivain polémique.

## Biographie
Né le 29 novembre 1762, Burn fait ses études pour le ministère au Trevecca College. Il est ordonné et obtient une cure à Birmingham, auprès de John Riland, un wesleyen et premier titulaire à la chapelle St Mary, construite de 1772 à 1774. C'est une nouvelle fondation évangélique octogonale, avec Mary Weaman comme patronne. Avec Riland, Burn réimprime quelques textes religieux. Burn commence également à prêcher dans des lieux utilisés par les dissidents,,. En 1786, John Wesley visite St Mary's et apprécie un sermon de Burn et Riland.

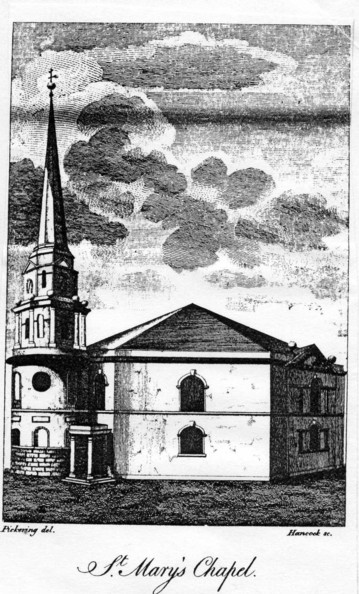
Chapelle St Mary, Birmingham, gravure de 1783

Burn entre ensuite à St Edmund Hall, à Oxford, et obtient son diplôme de BA le 20 février 1790, puis de MA le 22 juin 1791. Il retourne à Birmingham pour prendre la relève à St Mary's. Il est reconnu comme prédicateur pour son art oratoire improvisé. Il conserve ce poste jusqu'à sa mort. Il est l'un des fondateurs de la Church Mission Society et son premier secrétaire. Il travaille avec les unitariens au sein du comité local de la Société biblique et, en vieillissant, il devient un libéral en politique. En 1830, il est mentionné comme ministre de la chapelle St James, Ashted, Birmingham. George Mogridge suit sa prédication.

## Adversaire de Priestley
Burn publie d'abord dans une controverse théologique avec Joseph Priestley, un autre prédicateur de Birmingham et reçoit les remerciements de Beilby Porteus. Priestley écrit une lettre privée franche à Burn en 1790, publiée en partie plus tard, expliquant son soutien aux mesures législatives de Charles James Fox sur la tolérance religieuse, et que l'Église d'Angleterre s'accumulait des ennuis. Le surnom de "Gunpowder Priestley" vient d'une phrase qu'il contient. Edmund Burke reprend la métaphore, qui en fait se trouve à d'autres endroits dans les écrits de Priestley.
Burn s'identifie à un groupe de membres du clergé local "Church-and-King" à Birmingham, dont George Croft et Spencer Madan, et des opposants à Priestley, sinon les plus extrêmes,. Une brochure ultérieure de Burn fait référence aux émeutes de Birmingham du 14 juillet 1791, à leurs conséquences et à l'appel de Priestley au public de 1792. Le jugement ultérieur de Burn (1820, lors d'une conversation avec Francis William Pitt Greenwood) est que Priestley l'a traité brutalement; mais en octobre 1825, il exprime publiquement ses regrets lors d'un dîner pour sa propre aspérité.
Burn meurt à Birmingham le 20 mai 1837 ; au moment de sa mort, il occupe, avec St Mary's, le presbytère de Smethcott dans le Shropshire. Il s'est marié et a laissé des enfants.

## Travaux
Burn publie des sermons et des brochures (notamment un sermon de mission à Londres de 1806): 
- The Fact; or instance of demoniacal possession improved 1788.
- Letters to Dr Priestley on the Infallibility of the Apostolical Testimony concerning the Person of Christ, deux éditions, même année. Réponse par Priestley dans Letters to the Rev. E. Burn, 1790.
- Letters to Dr Priestley, in Vindication, &c., 1790. Réponse par Priestley dans Familiar Letters, addressed to the Inhabitants of Birmingham, 1790, lettre xviii.
- A Reply to the Rev. Dr Priestley's Appeal to the Public on the subject of the Riots at Birmingham , 1792. Réponse par John Edwards (1768–1808)[12]. Le successeur de Priestley au New Meeting House, dans Letters to the British Nation, partie iv. [1792], et par Priestley en appel, partie ii, 1792.
- Pastoral Hints or the Importance of a Religious Education, 1801.
- Serious Hints &c. to the Clergy at this momentous crisis, Birmingham, 1798, (sermon sur Is. I. 9, devant l'université d'Oxford, 4 février 1798).